# Anna Christie
Anna Christie este o piesă de teatru în patru acte de Eugene O'Neill. A avut premiera pe Broadway la Teatrul Vanderbilt la 2 noiembrie 1921. O'Neill a primit în 1922 Premiul Pulitzer pentru dramaturgie pentru această lucrare.

## Prezentare
Anna Christie este povestea unei foste prostituate care se îndrăgostește, dar întâmpină dificultăți în a-și reface viața.

### Actul I
Primul act are loc într-un barul lui Johnny Priest unde Larry este barman. Căpitanul șlepului (barjei) de transport cărbune, bătrânul Chris, primește o scrisoare de la fiica sa, Anna Christie, o tânără pe care nu a mai văzut-o de când locuia în Suedia împreună cu familia sa și ea avea cinci ani. Se întâlnesc la bar și ea este de acord să meargă pe barja de cărbune cu el.

### Actul al II-lea
Echipajul barjei îl salvează pe Mat Burke dar și alți patru bărbați care au supraviețuit unui naufragiu de pe o barcă scufundată. Anna și Mat nu se înțeleg la început, dar se îndrăgostesc repede.

### Actul al III-lea
O confruntare pe barjă între Anna, Chris și Mat. Mat vrea să se căsătorească cu Anna, Chris nu vrea ca ea să se căsătorească cu un marinar, iar Anna nu vrea ca niciunul dintre ei să creadă că o pot controla. Ea le spune adevărul despre trecutul ei: a fost violată în timp ce locuia cu rudele mamei sale la o fermă din Minnesota, a lucrat pe scurt ca ajutor al unei asistente medicale, apoi a devenit prostituată. Mat reacționează furios, apoi el și Chris pleacă.

### Actul al IV-lea
Mat și Chris se întorc. Anna îl iartă pe Chris pentru că nu a făcut parte din copilăria ei. După o confruntare dramatică, Anna promite să nu mai lucreze ca prostituată și Mat o iartă. Chris este de acord cu căsătoria lor. Chris și Mat au semnat amândoi să lucreze la bordul unei nave care pleacă în Africa de Sud a doua zi. Ei promit să se întoarcă la Anna după călătorie.

## Personaje
- Johnny Priest (Preotul)
- Doi corăbieri
- Un poștaș
- Larry - barman

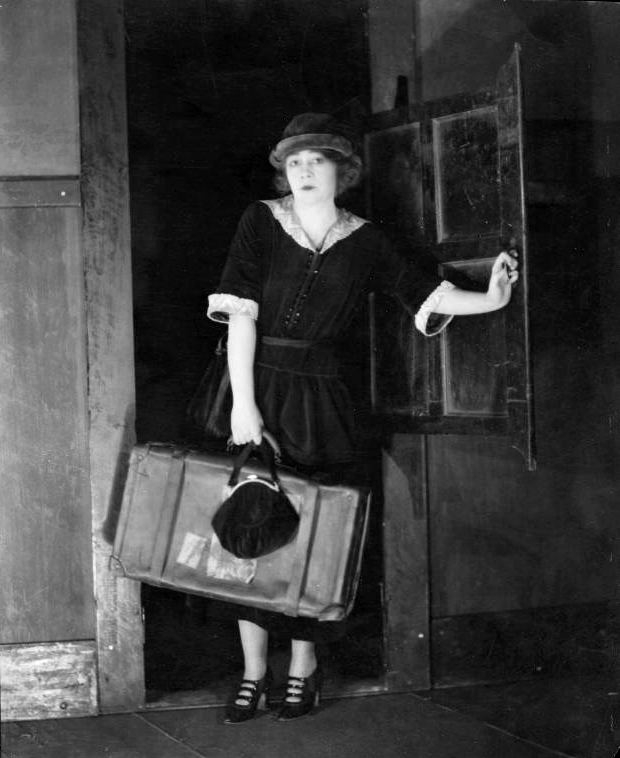
Pauline Lord ca Anna Christie în punerea în scenă pe Broadway din 1921

- Chris C. Christopherson - căpitanul șlepului Simeon Winthrop
- Marthy Owen
- Anna Christopherson - fiica lui Chris
- Mat Burke - un fochist
- Johnson - matelot pe șlep

## Adaptări

### Ecranizări
- Anna Christie (film din 1923)
- Anna Christie (film din 1930 în limba engleză)
- Anna Christie (film din 1930 în limba germană)
- New Girl in Town (musical din 1957)

### Teatru radiofonic
- 1970: Anna Christie, cu actorii  Liliana Tomescu, Ștefan Ciubotărașu, Emanoil Petruț, Marius Pepino, Sorin Stratilat, Constantin Păsculescu, Petre Popescu, Nicolae Crișu, Ștefan Florescu. Traducerea a fost realizată de Elena Galaction, adaptarea radiofonică de Leonard Efremov. Regia artistică: Paul Stratilat.[3]
- 1983: Anna Christie, cu actorii Ion Marinescu, Violeta Andrei, Costel Constantin, Dorina Lazăr, George Oprina, Constantin Fugașin. Adaptare radiofonică de Leonard Efremov. Regia artistică: Cristian Munteanu.[4]